# Sisterhood is Powerful
«Sisterhood Is Powerful: An Anthology of Writings from the Women’s Liberation Movement» — антология феминистских произведений 1970 года под редакцией Робин Морган, поэта-феминистки и основательницы организации нью-йоркских радикальных женщин.
Это одна из первых широкодоступных антологий феминизма второй волны. Одновременно анализ, поднимающий сознание, и призыв к действию. Sisterhood Is Global: The International Women’s Movement Anthology (1984) является продолжением Sisterhood Is Powerful. После Sisterhood Is Global вышло продолжение, Sisterhood Is Forever: Антология женского движения для нового тысячелетия (2003).

## Информация
Кэти Сарачилд придумала фразу «Сестринство — это мощно» в 1968 году в листовке, которую она написала для основной речи на первой публичной акции нью-йоркских радикальных женщин на созыве «Бригады Жаннетт Рэнкин».

## Контекст
Сборник затрагивает несколько основных вопросов, включая «необходимость радикального феминизма, дискриминацию женщин со стороны мужчин в левых политических кругах и вопиющий сексизм, с которым они сталкиваются на рабочем месте».
В сборник вошли классические феминистские эссе и работы таких активисток, как Наоми Вайсштейн, Кейт Миллетт, Элеонора Холмс Нортон, Флоринс Кеннеди, Фрэнсис М. Бил, Люсинда Сислер, Джорин, Мардж Пирси, Линн Стронгин и Мэри Дейли, а также исторические документы, в том числе Билль о правах женщин, выдержки из Билля о правах женщин. Билль о правах, выдержки из манифеста SCUM, Манифеста Redstockings и исторические документы W.I.T.C.H. В книгу также включен документ Группы освобождения черных женщин из Маунт-Вернона; этот материал демонстрирует расовое сознание «сестринства», которого требовали некоторые черные феминистки второй волны и которое использовалось многими феминистками второй волны для передачи этого требования. В нем также есть то, что Морган назвал «словесным карате»: полезные цитаты и статистические данные о женщинах.

## В популярной культуре
На показе Недели моды в Париже в 2019 году креативный директор Christian Dior Мария Грация Кьюри представила коллекцию футболок с надписями Sisterhood Is Powerful, Sisterhood Is Global и Sisterhood Is Forever соответственно.
В фильме «Женщины 20-го века» 2016 года, посвященном наступлению совершеннолетия, эта книга часто фигурирует: ее одалживает Джейми (Лукас Джейд Зуманн) Эбби (Грета Гервиг).

## История
Антология была названа Нью-Йоркской публичной библиотекой одной из «Книг 20-го века». Однако Чили, Китай и Южная Африка запретили антологию.

## Наследие
Оксфордский словарь английского языка приписывает Робин Морган первое использование термина «herstory» в печати в этой книге. Говоря о феминистской организации W.I.T.C.H. Морган написала: 
«Изменчивость и остроумие ведьм очевидны в постоянно меняющейся аббревиатуре: основное, первоначальное название было «Женский международный террористический заговор из ада», а последнее, услышанное на данный момент, - «Женщины, вдохновленные на совершение истории».

Морган основала первую американскую феминистскую организацию, предоставляющую гранты, The Sisterhood Is Powerful Fund, на гонорары от Sisterhood Is Powerful.